# Bombardier Aerospace
Bombardier Aerospace é uma divisão do grupo Bombardier a quinta maior produtora mundial de jatos civis. Sua sede fica em Dorval, Quebec, Canadá. Seus principais concorrentes são Boeing, Airbus e Embraer.
Em outubro de 2017, em um acordo assinado com a Airbus, esta assumiu o controle majoritário para produzir as aeronaves da Bombardier de médio porte (até 150 passageiros), denominados série C. O acordo visou a aumentar a concorrência com a Boeing.

## Modelos
Os aviões da Bombardier dividem-se nos seguintes grupos:
- Executivos: Learjet (pequena dimensão), Challenger (média dimensão) e Global (grande dimensão);
- Comerciais: CSeries, CRJ, Q Series;
- Anfíbios.

| Avião                         | Descrição              | Lugares | Data de lançamento | 1º voo | 1ª entrega | Fim de produção |
| Bombardier Learjet 40 XR      | Jacto privado/negócios | 2-7     |                    |        |            |                 |
| Bombardier Learjet 45 XR      | Jacto privado/negócios | 2-9     |                    |        |            |                 |
| Bombardier Learjet 60 XR      | Jacto privado/negócios | 8-10    | Junho de 1991      |        |            |                 |
| Bombardier Learjet 85         | Jacto privado/negócios | 8-10    |                    |        |            |                 |
| Bombardier Challenger 300     | Jacto privado/negócios | 8-16    |                    | 1999   | 2004       |                 |
| Bombardier Challenger 600     | Jacto privado/negócios | 2-19    | 1976               | 1975   |            | 1986            |
| Bombardier Challenger 605     | Jacto privado/negócios | 5-12    | 2005               | 2006   |            |                 |
| Bombardier Challenger 850     | Jacto privado/negócios | 5-19    |                    |        |            |                 |
| Bombardier Global 5000        | Jacto privado/negócios | 8-18    | 1993               | 1996   |            |                 |
| Bombardier Global 6000        | Jacto privado/negócios | 8-19    |                    |        |            |                 |
| Bombardier Global 7000        | Jacto privado/negócios | 10-19   |                    |        |            |                 |
| Bombardier Global 8000        | Jacto privado/negócios | 8-19    |                    |        |            |                 |
| Bombardier Global Express XRS | Jacto privado/negócios | 8-19    | 2003               | 2005   |            |                 |

| Avião              | Descrição       | Lugares                                                | Data de lançamento      | 1º voo | 1ª entrega | Fim de produção |
| Bombardier CRJ100  | Jacto comercial | até 50                                                 |                         |        | 1992       |                 |
| Bombardier CRJ200  | Jacto comercial | 50 (mais 2 pilotos e um assistente de bordo)           |                         |        |            |                 |
| Bombardier CRJ700  | Jacto comercial | até 78 (mais dois pilotos e dois assistentes de bordo) |                         | 1999   | 2001       |                 |
| Bombardier CRJ705  | Jacto comercial | até 75 (mais dois pilotos e dois assistentes de bordo) |                         |        | 2005       |                 |
| Bombardier CRJ900  | Jacto comercial | até 90 (mais dois pilotos e 3 assistentes de bordo)    |                         | 2002   | 2003       |                 |
| Bombardier CRJ1000 | Jacto comercial | até 100                                                | 19 de Fevereiro de 2007 |        |            |                 |

| Avião       | Descrição              | Lugares                                              | Data de lançamento | 1º voo | 1ª entrega | Fim de produção |
| Dash 8 Q100 | Comercial turbo-hélice | 33-37                                                |                    |        | 1984       |                 |
| Dash 8 Q200 | Comercial turbohélice  | 37-39 (mais três tripulantes)                        |                    | 1986   | 1989       |                 |
| Dash 8 Q300 | Comercial turbohélice  | 50-56 (mais três tripulantes)                        |                    | 1989   |            |                 |
| Dash 8 Q400 | Comercial turbohélice  | 68-78 (mais dois pilotos e 2/3 assistentes de bordo) |                    | 1998   | 2000       |                 |

| Avião                   | Descrição                      | Lugares      | Data de lançamento | 1º voo | 1ª entrega | Fim de produção |
| Bombardier 415          | Anfíbio de combate a incêndios | Dois pilotos |                    |        | 1994       |                 |
| Bombardier 415 MP       | Anfíbio multi-funções          |              |                    |        |            |                 |
| Bombardier Superscooper | Anfíbio de combate a incêndios |              |                    |        |            |                 |

## Galeria

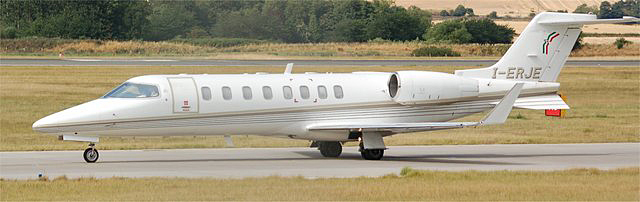
Learjet 40
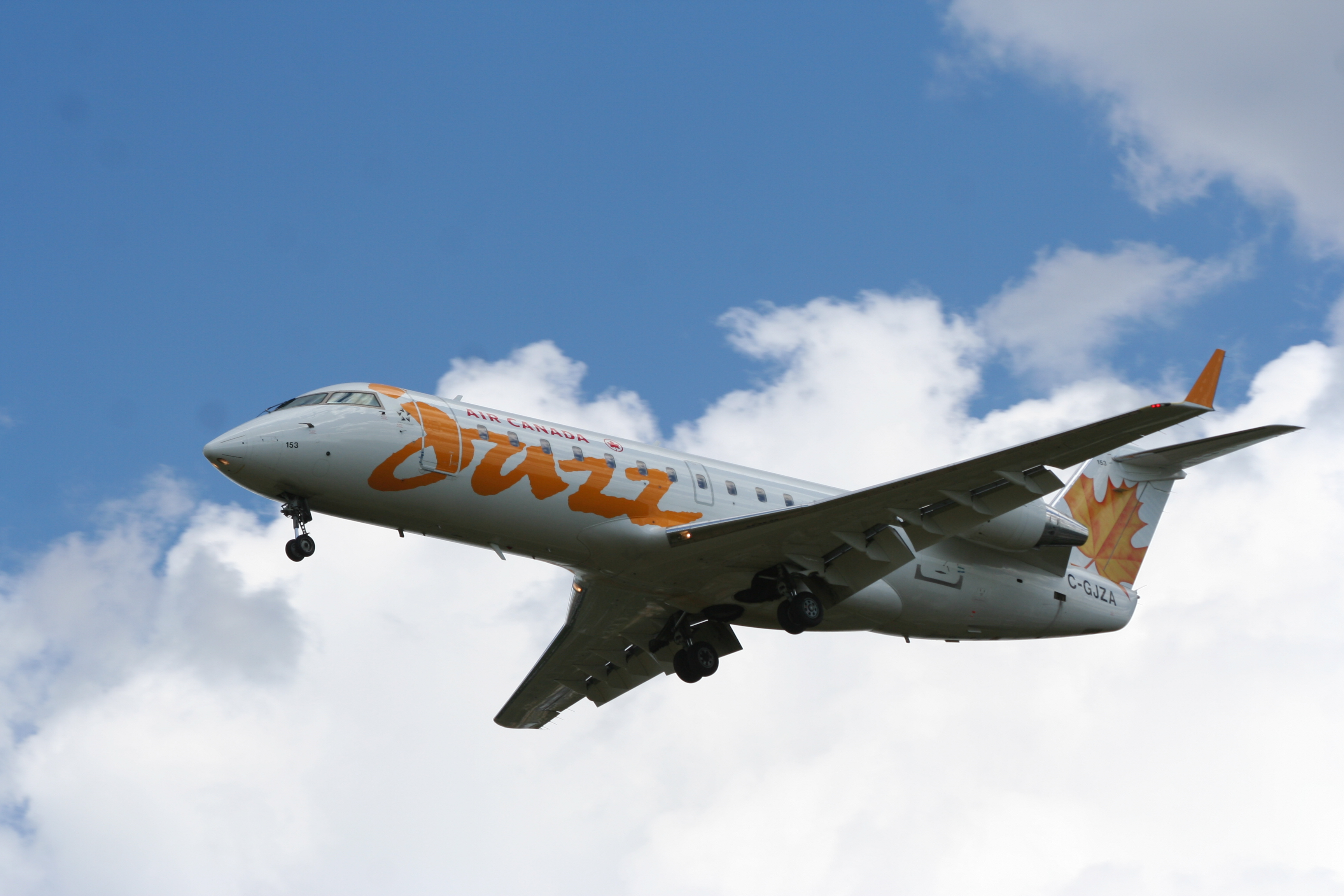
Bombardier CRJ.
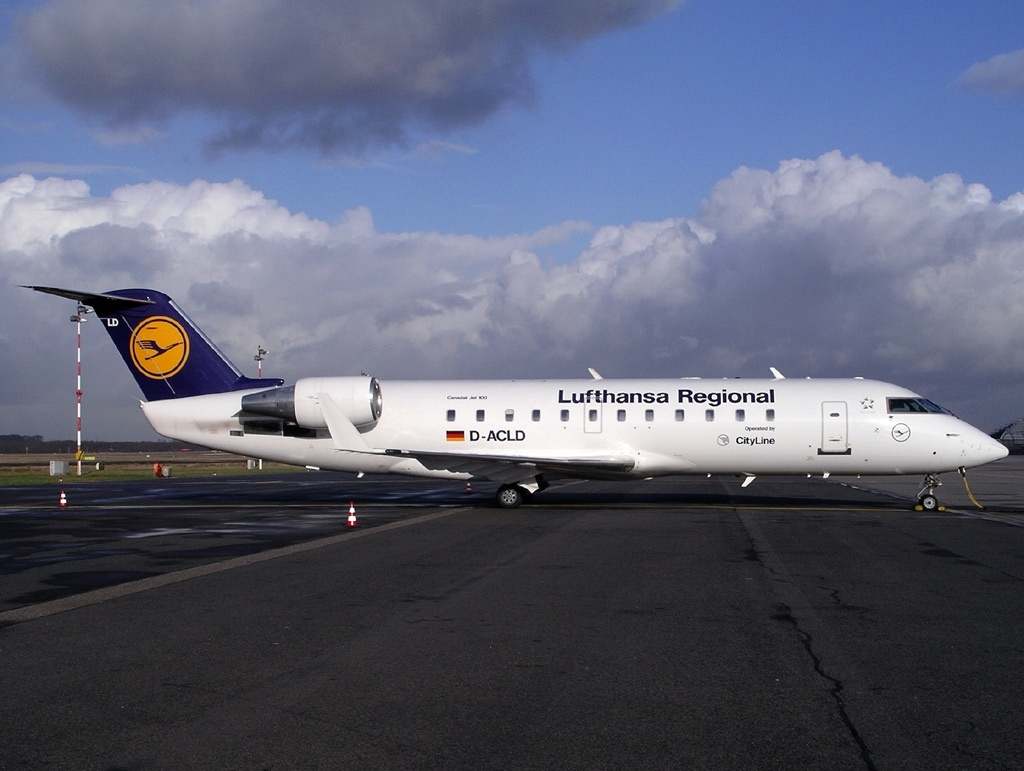
Lufthansa CityLine CRJ-100.
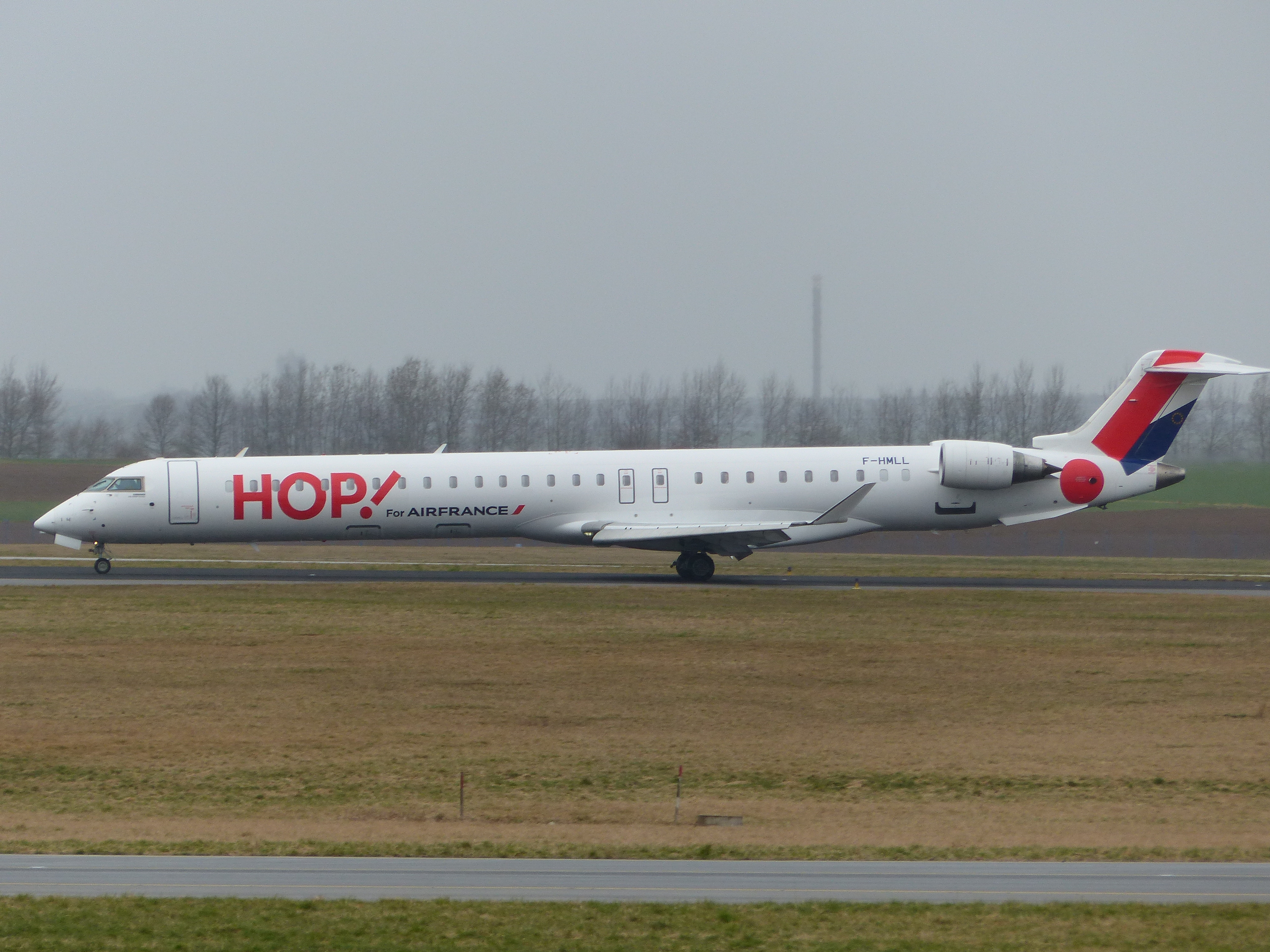
CRJ-1000.
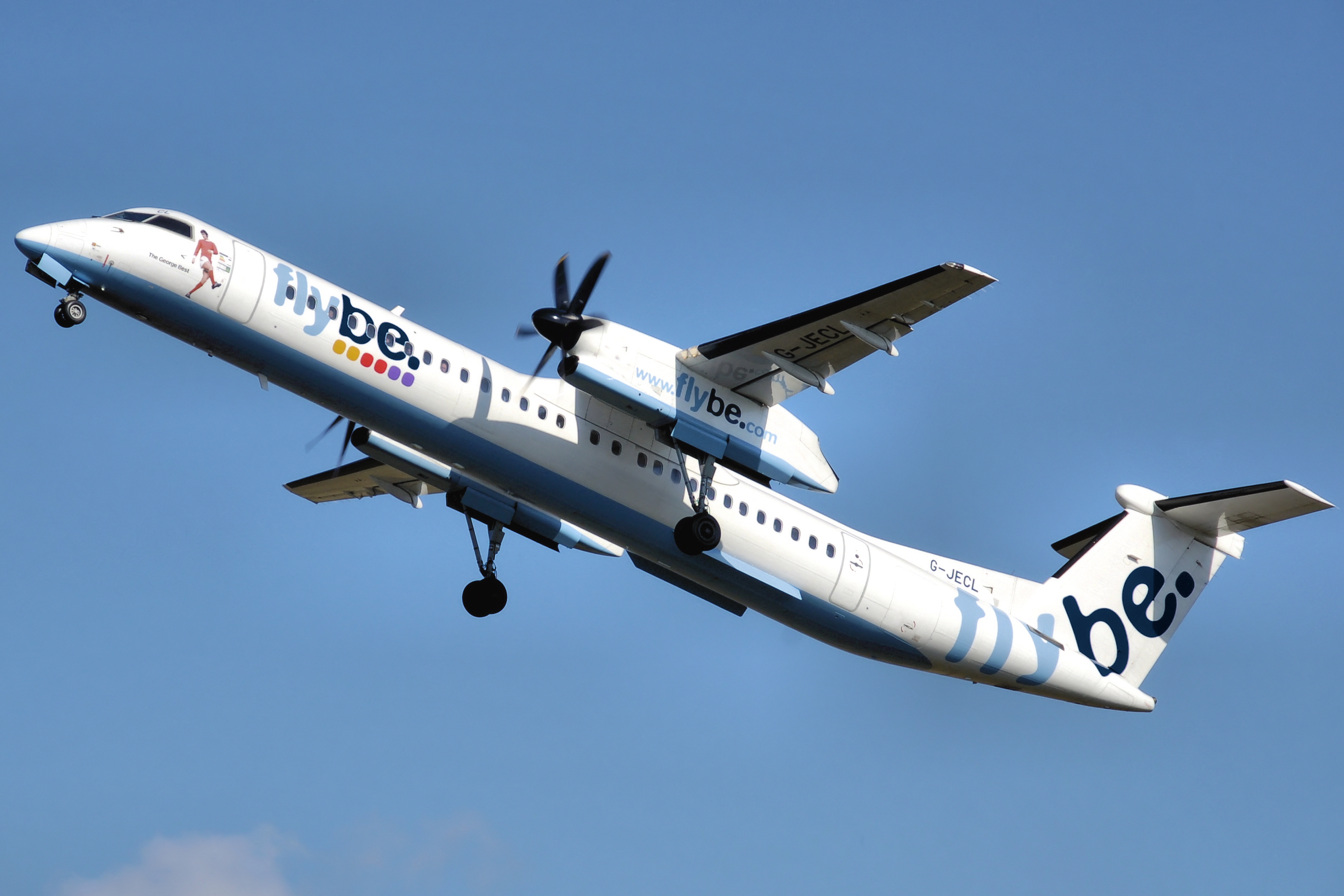
Bombardier Dash-8-400
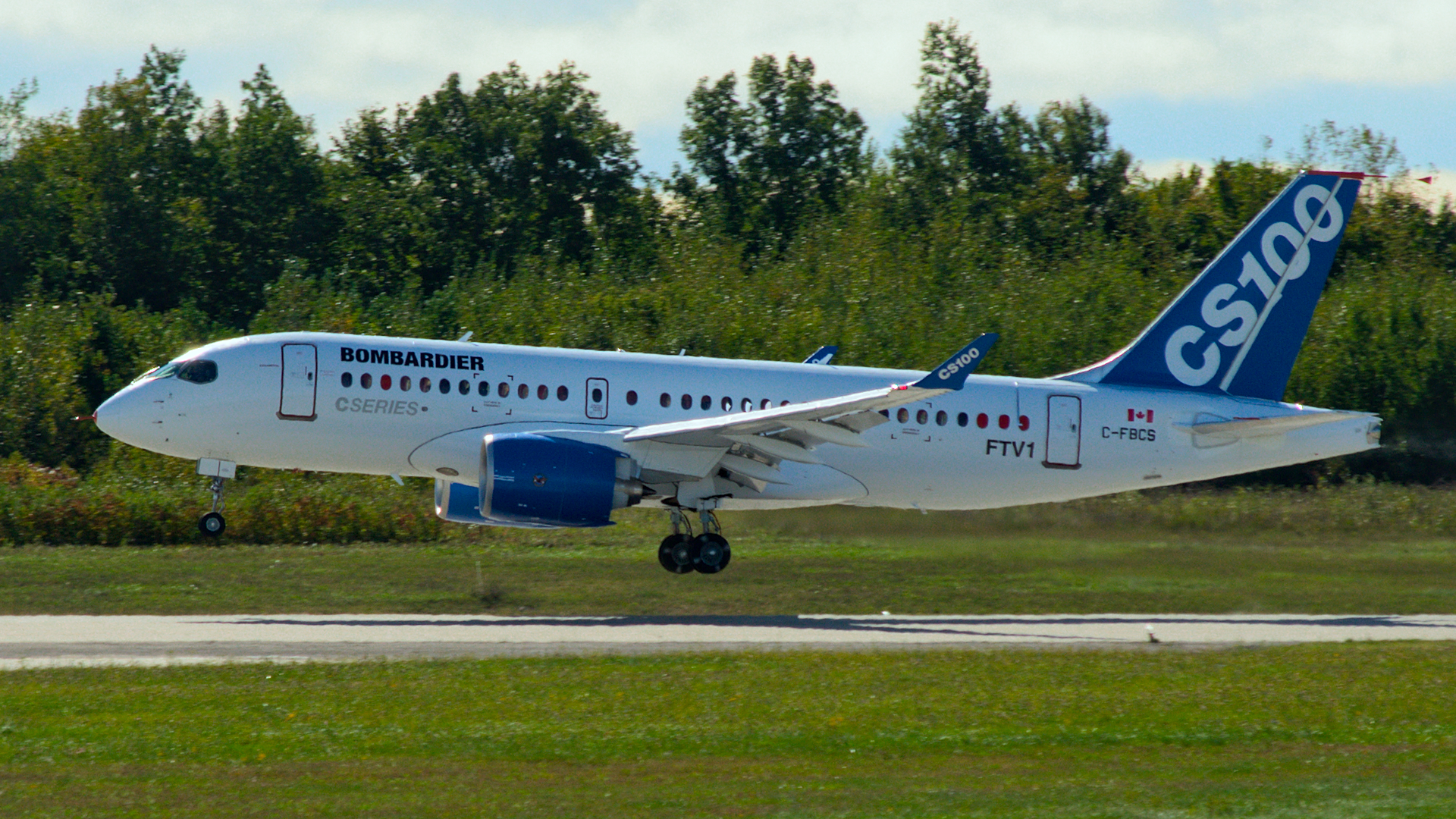
Bombardier CS100.
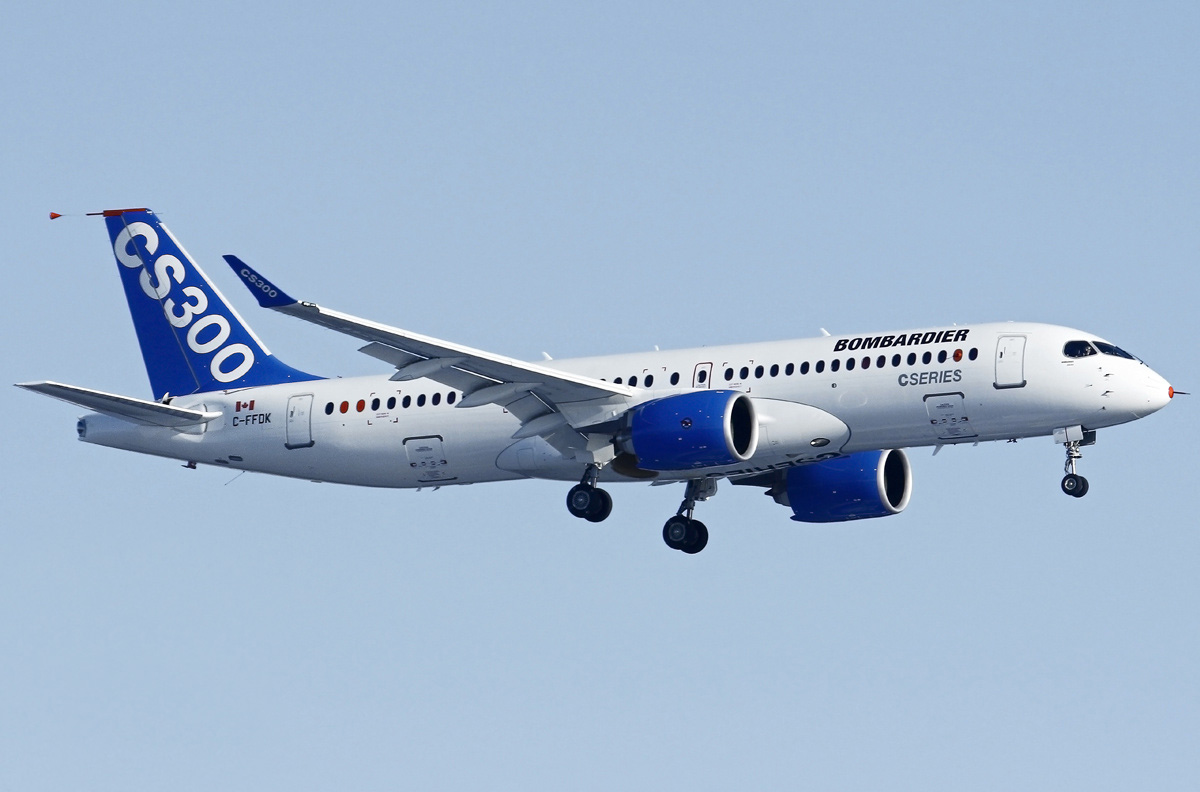
Bombardier CS300.